# Зори ислама
«Зори ислама» (чечен. Исламан зӏаьнарш) — советская, затем российская чеченская республиканская религиозно-просветительская газета.

## История
Издаётся с 1990 года. Первоначально издавалась на личные средства главного редактора Масхуда Заурбекова, имевшего скромный бизнес.
Из-за боевых действий в республике издание газеты пришлось прервать. Масхуд Заурбеков лишился своего бизнеса, жилья и редакции, где готовилась газета.
7 мая 2004 года благодаря помощи Ахмата Кадырова издание возобновилось. В 2010 году на прошедшем в Грозном III Международном миротворческом форуме «Ислам — религия мира и созидания» Координационный Центр мусульман Северного Кавказа наградил газету «Зори Ислама» орденом «За заслуги перед уммой» I степени, главному редактору Масхуду Заурбекову был вручен орден «За утверждение духовных ценностей».
С 2008 года заместителем главного редактора газеты является Петимат Петирова.
В 2010 году газета была награждена орденом «За заслуги перед Уммой 1 степени».